# Chauve Souris (Praslin)
Chauve Souris (dt.: Fledermaus) ist eine Insel der Republik der Seychellen, nur wenige hundert Meter nordöstlich der Insel Praslin.

## Geographie
Die kleine Granit-Insel in der Anse Volbert ist dicht bewachsen. Sie gehört zum Distrikt Baie Sainte Anne. Wenige hundert Meter nördlich liegt die kleine Doppelinsel Saint Pierre.

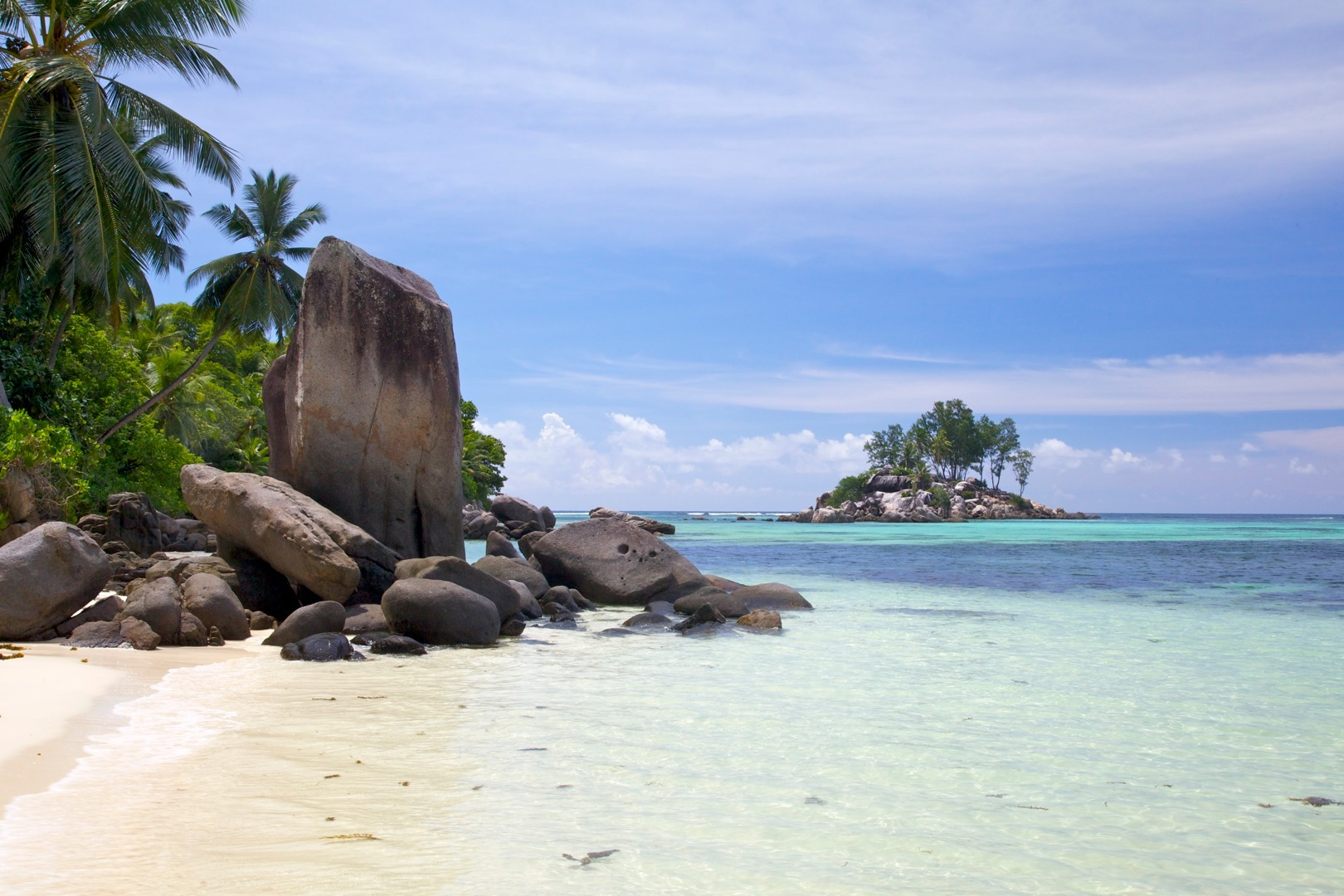
Blick von Anse Royal auf Praslin.

Auf der Privatinsel befindet sich das Resort Club Vacanze Seychelles.